# Zánět dásní

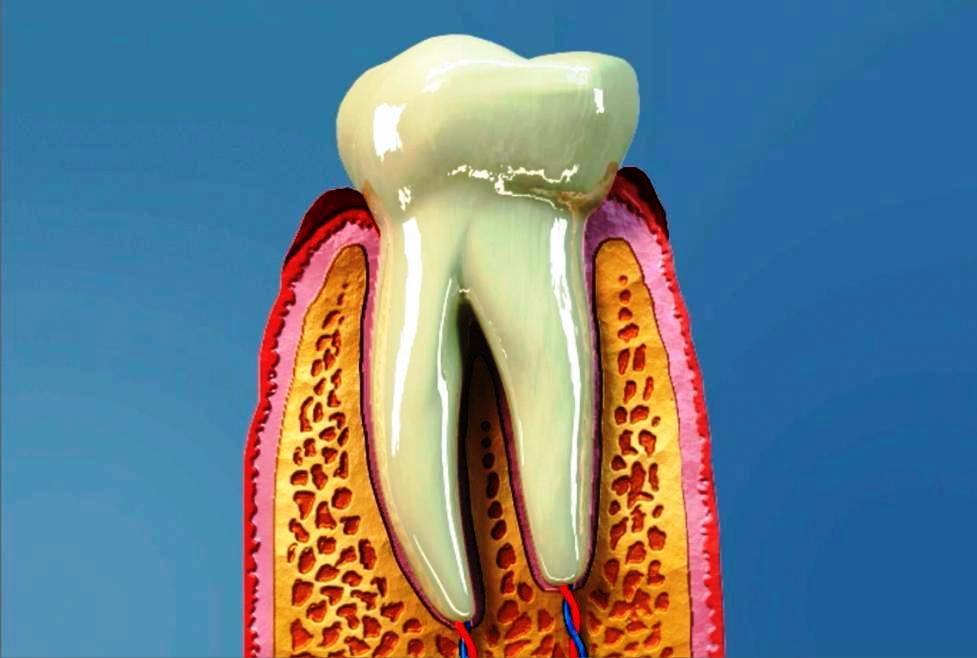
Zdravá dáseň

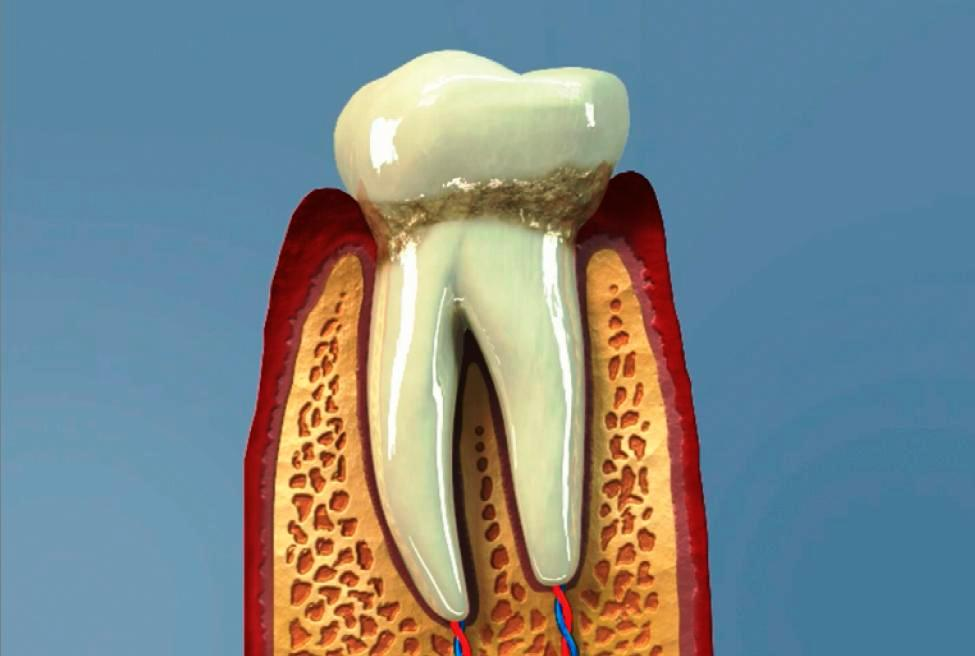
Gingivitida

Zánět dásní (odborně gingivitida) je infekce vyvolaná bakteriemi zubního plaku, který se tvoří na zubech a dásních. Tyto bakterie uvolňují agresivní a jedovaté látky. Tělo se bakteriím brání tzv. zánětem. Ten se projevuje zčervenáním, podrážděním, otoky, bolestí. Tělo pumpuje do zanícených dásní obranné krvinky. Dáseň je zvětšená (oteklá), proto křehká. U takto nemocných dásní dochází snadněji k jejich poranění a krvácení. Na vzniku zánětu dásní se může podílet také kouření, stres, cukrovka, vyšší věk, nebo genetické dispozice. Zánět dásní se může stát počátečním stádiem parodontitidy. Preventivně i léčebně je velmi důležitá zubní hygiena, hlavně čištění zubů pomocí kartáčku a mezizubních kartáčků. Po vyčištění zubů – tj. odstranění plaku – lze také použít speciální zubní pasty, ústní vody, masážní roztoky.

## Gingivitida – zánět dásní
Nejběžnějším onemocněním dásní a přilehlých tkání je gingivitis neboli zánět dásní. Trpí jím až 90 % dospělé populace. Způsobuje jej zejména nedostatečná ústní hygiena. Mezi rizikové skupiny patří hlavně těhotné ženy, špatně kontrolovaní diabetici, osoby užívající orální antikoncepci, kortikoidy či některé speciální léky. Neléčený zánět dásní se časem rozvíjí v závažnější onemocnění – v tzv. parodontitis (lidově parodontóza), které je příčinou úbytku kosti kotvící zuby a následně vede až k jejich ztrátě. Zánět dásní způsobují bakterie, které se hromadí v ústech a vytvářejí tzv. zubní plak – tenkou vrstvu, která přilne na povrch zubů. Není-li zubní plak pravidelně odstraňován, postupně ztvrdne a změní se v zubní kámen. Ten pak dráždí dáseň a poskytuje větší prostor pro růst bakteriální infekce. Je-li onemocnění dásní zachyceno v počáteční fázi, lze jej úplně vyléčit. U neléčeného pacienta však zubní kámen postupně roste a dráždí okolní dáseň, která reaguje ústupem. Počáteční gingivitida tak vyústí v parodontitidu, kde společně s dásní ustupuje i kostěné lůžko zubů, které se působením bakterií postupně rozkládá a následně dochází ke ztrátě zubů.

## Příznaky a stanovení diagnózy
Příznaky zánětu dásní lze rozpoznat velmi jednoduše. Dásně jsou zanícené, rudé a oteklé. Snadno krvácí a mohou být měkké, ale ve většině případů nebolí. Lékař obvykle rozpozná zánět dásní pouhým pohledem do pacientových úst. Závažnost postižení dásní lékař určí měřením jejich krvácivosti. Toto vyšetření stomatolog provádí pomocí zakulacené sondy a je zcela bezbolestné. Stupeň krvácení pak lékař vyhodnocuje u všech zubů, přičemž součet za celou ústní dutinu reprezentuje tzv. PBI index, který objektivně vypovídá o stavu dásní, respektive o kvalitě ústní hygieny. Platí jednoduché pravidlo: špatná ústní hygiena = silné krvácení z dásně, optimální ústní hygiena = žádné krvácení z dásně.

### Stupeň závažnosti krvácení dásní
- 0 – dáseň nekrvácí
- 1 – dostavuje se pouze bodové krvácení nebo krvácení v kratších úsecích
- 2 – dostavuje se krvácení z delších úseků nebo je přítomno několik krvácivých bodů
- 3 – mezizubní prostor se již brzy po vyšetření sondou naplňuje krví, ta po chvíli pomalu odtéká do oblasti krčku zubu
- 4 – silné krvácení při vyšetření sondou

Stupeň závažnosti krvácení (0–4) je zaznamenáván u každého mezizubního prostoru. Po zápisu se sečte celkový počet bodů a vyhodnotí se závažnost onemocnění dásní. Cílem zubního lékaře nebo dentální hygienistky, kteří provádějí kromě profesionálního čištění zubů – odstraňování zubního kamene, též výuku techniky čištění zubů, je snížit součet bodů alespoň pod 15. Index krvácení z dásně je možné snížit na nulu, tedy na stupeň naprostého uzdravení, a to za předpokladu, že má mezizubní prostor hladké stěny a může být důkladně vyčištěn nití nebo mezizubním kartáčkem.

## Léčba zánětu dásní
Léčba spočívá v důsledné ústní hygieně. Zubní lékař nebo zubní hygienistka provede ordinační čištění zubů, které kromě eliminace zubního plaku odstraní i zubní kámen, čímž se zlepší možnosti dokonalého odstraňování zubního povlaku v domácích podmínkách. Nezbytná je spolupráce pacienta s lékařem, a to zejména v oblasti dokonalého provádění ústní hygieny zahrnující čištění zubů správnou technikou a čištění prostorů mezi zuby mezizubními kartáčky a zubní nití. Doporučovaným zakončením každodenní ústní hygieny je výplach ústní dutiny ústní vodou.

## Prevence
Prevencí vzniku zánětlivého onemocnění dásní je jednoznačně pravidelně a správně prováděná ústní hygiena. Profesionální ústní hygienu v ordinaci zubního lékaře nebo u dentální hygienistky je vhodné podstoupit každých 6 měsíců.